# 7 Pułk Saperów Wielkopolskich

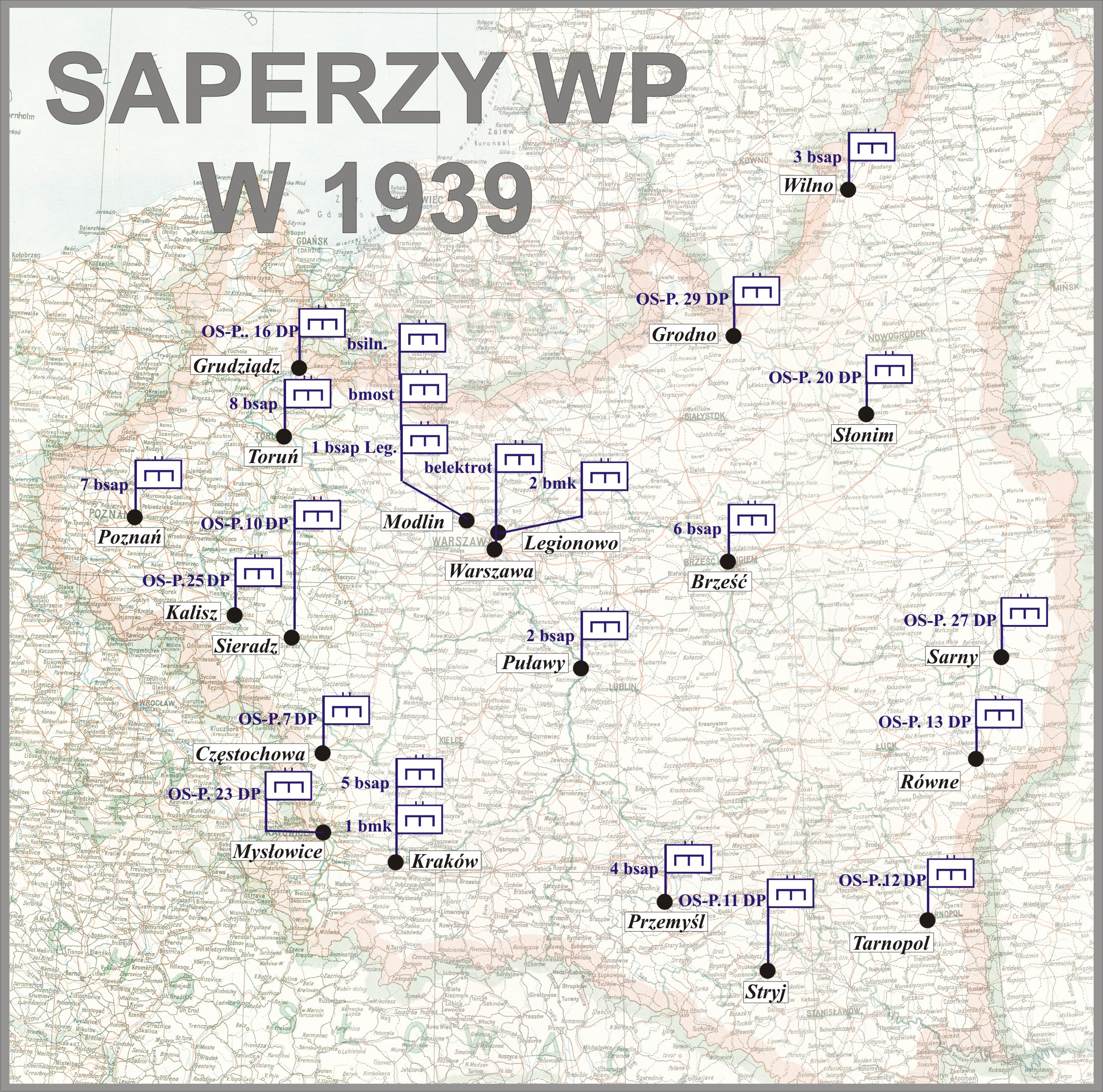
Jednostki saperskie WP w 1939

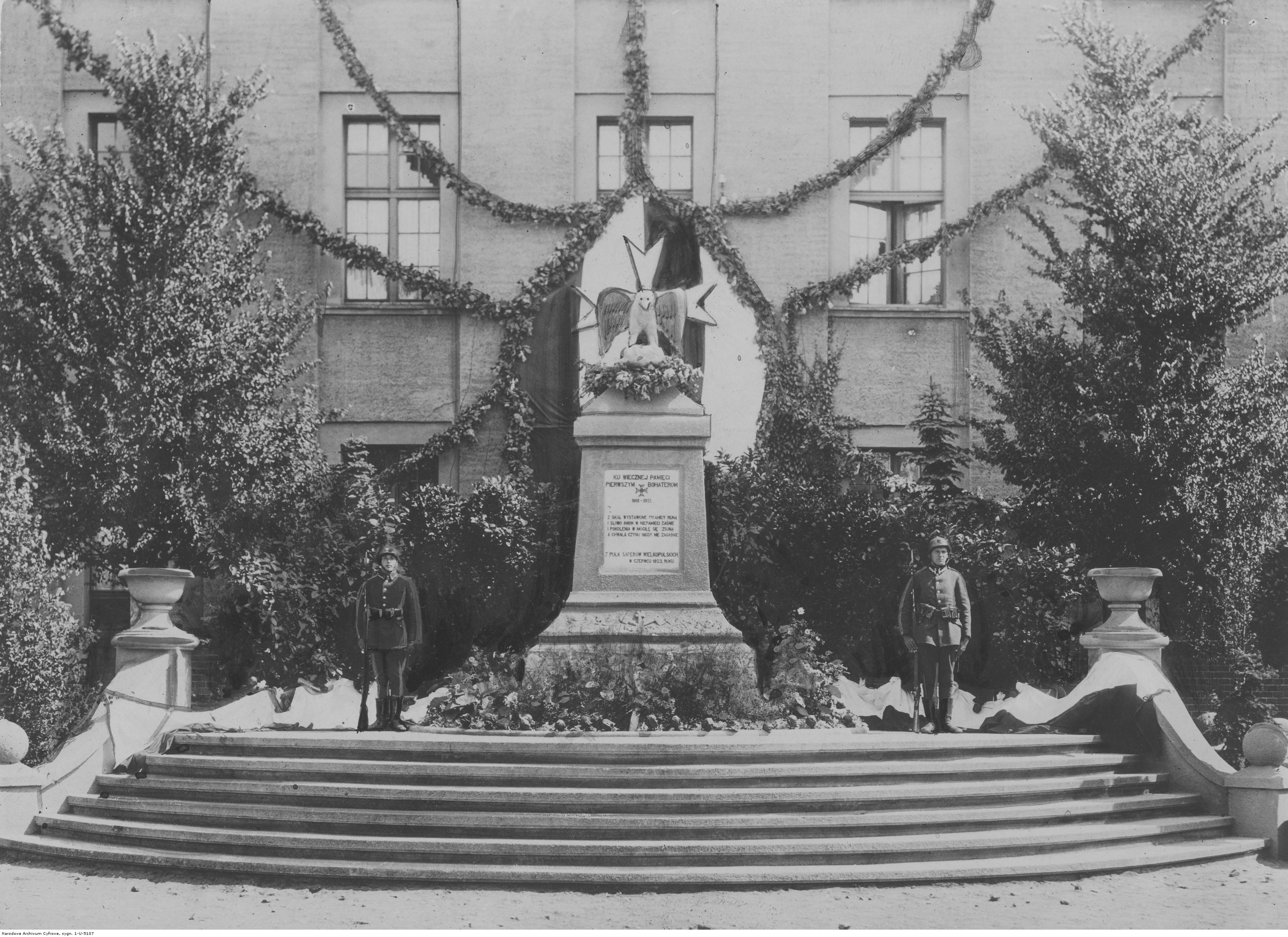
Pomnik Saperów w Poznaniu wzniesiony przez 7 psap w 1923

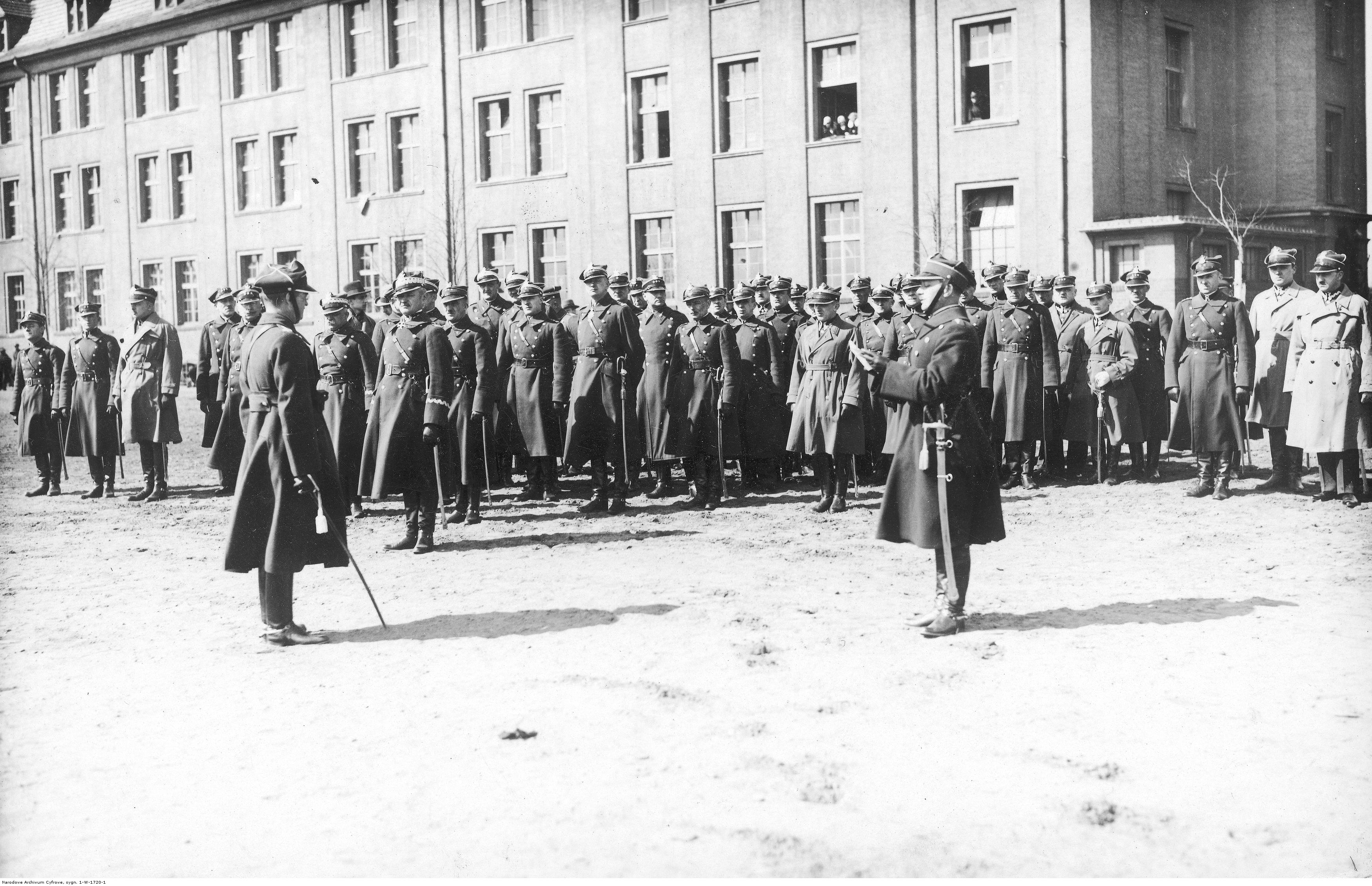
Jubileusz dziesięciolecia 7 psap w Poznaniu - odczytywanie rozkazu dziennego; kwiecień 1929

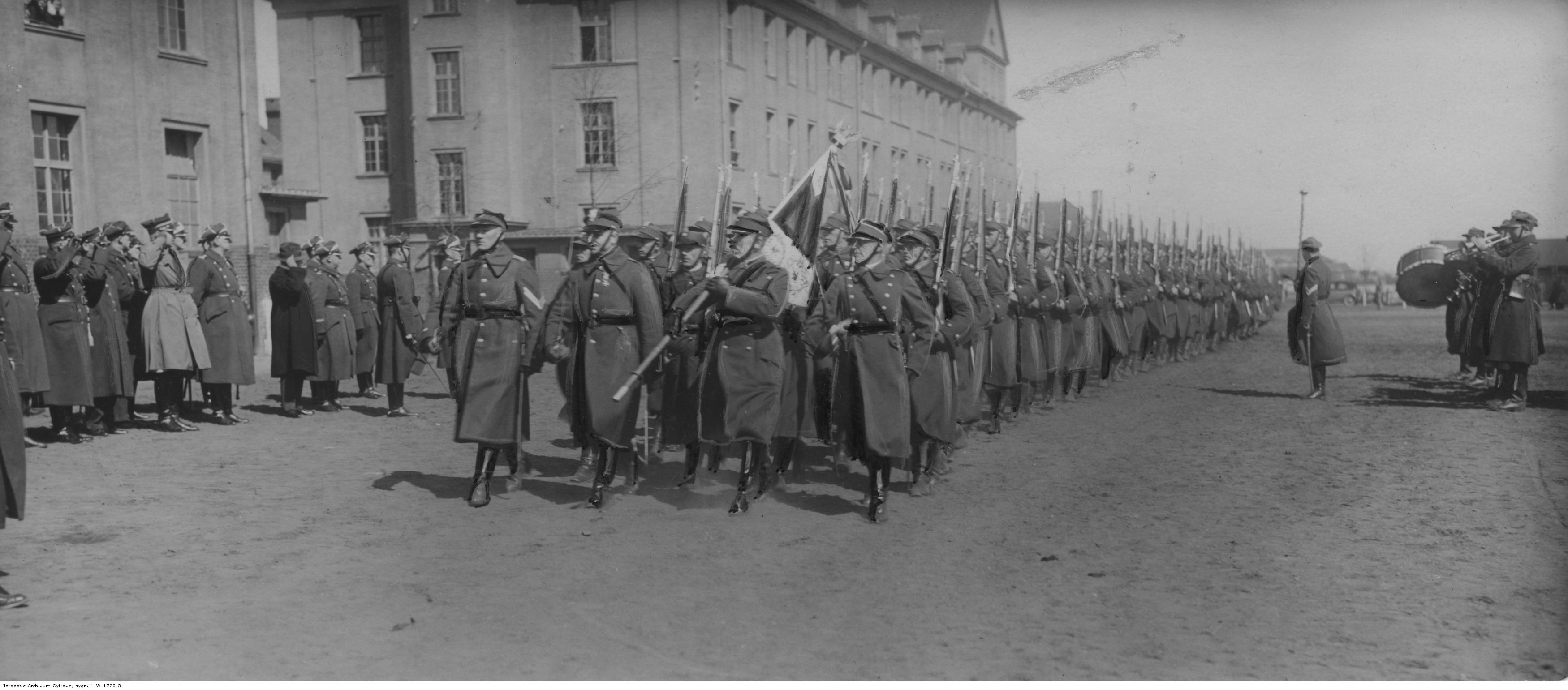
Jubileusz dziesięciolecia 7 psap w Poznaniu - defilada

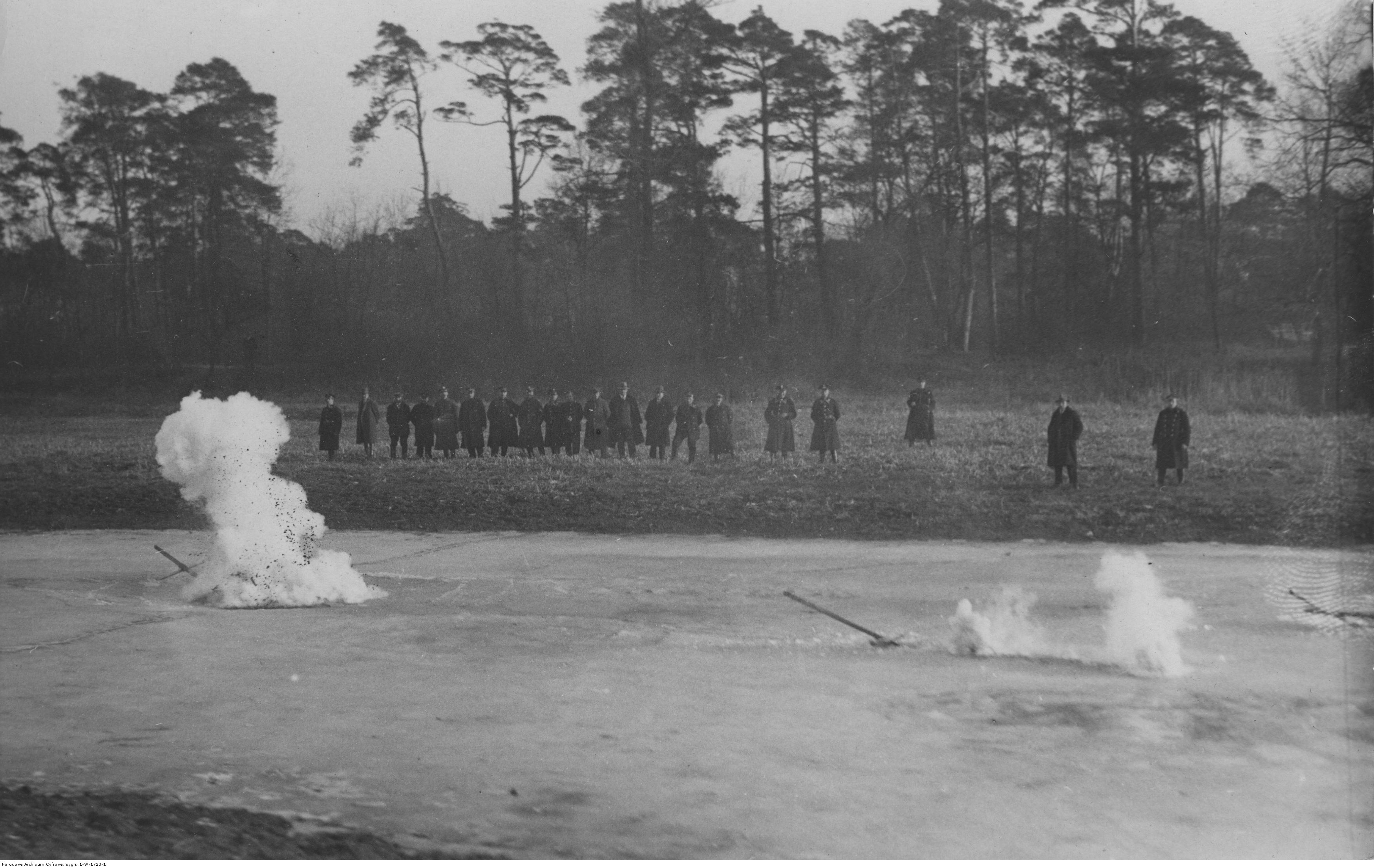
Pokazy rozsadzania lodu w 7 bsap w Poznaniu; marzec 1930

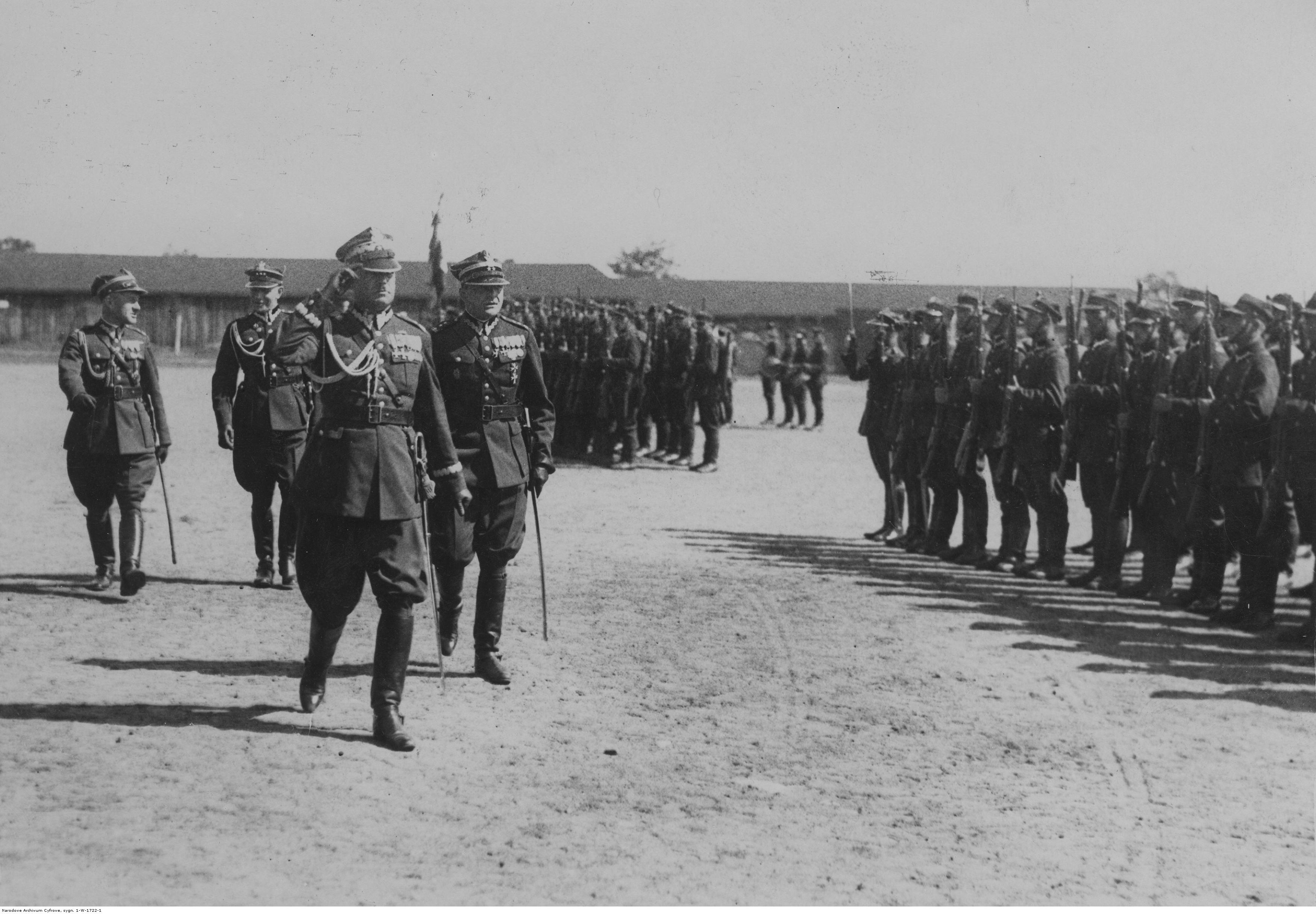
Święto 7 bsap w Poznaniu - gen. Oswald Frank przechodzi przed frontem oddziałów; sierpień 1933

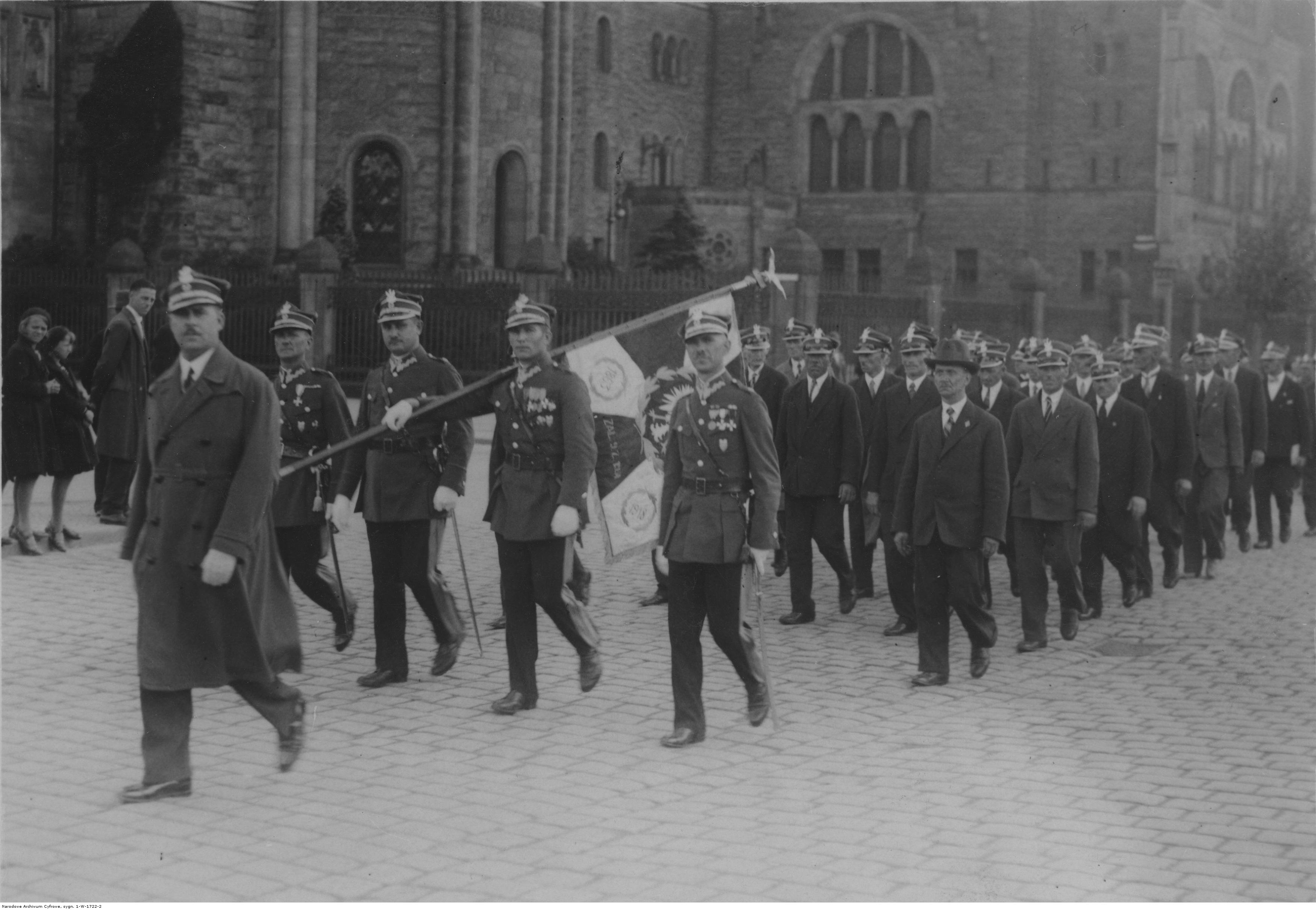
Święto 7 bsap w Poznaniu - defilada rezerwistów na ul. Święty Marcin

7 Pułk Saperów Wielkopolskich (7 psap) – oddział saperów Wojska Polskiego w II Rzeczypospolitej.
Batalion (pułk) był  jednostką wojskową istniejącą w okresie pokoju i spełniającą zadania mobilizacyjne wobec oddziałów i pododdziałów saperów.  Spełniał również zadania organizacyjne i szkoleniowe. Stacjonował w Poznaniu. W 1939, po zmobilizowaniu jednostek przewidzianych planem mobilizacyjnym, został rozwiązany.

## Formowanie i zmiany organizacyjne
Pułk został sformowany 22 sierpnia 1921 roku z połączenia XIV, XVII i XXV batalionów saperów oraz VII batalionu zapasowego saperów. Oddział stacjonował w garnizonie Poznań, w koszarach pruskiego 29 batalionu pionierów na Wildzie.
W 1929 roku jednostka przeformowana została w 7 batalion saperów i podporządkowana dowódcy 3 Brygady Saperów w Poznaniu. W marcu 1934 roku batalion podporządkowany został dowódcy 2 Brygady Saperów w Krakowie, która w październiku tego roku przemianowana została na 2 Grupę Saperów. W czerwcu 1937 roku batalion wydzielił ze swego składu jedną kompanię saperów, na bazie której sformowany został Ośrodek Sapersko-Pionierski 25 Dywizji Piechoty w Kaliszu.

## Mobilizacja 1939
7 batalion saperów był jednostką mobilizującą. W 1939 roku zgodnie z planem mobilizacyjnym „W” sformował w mobilizacji alarmowej piętnaście pododdziałów dla Armii „Poznań”:
- 14 batalion saperów typ IIa dla 14 DP – mjr Henryk Kosicki
- 17 batalion saperów typ IIb dla 17 DP – kpt. Aleksander Karchesy
- 47 batalion saperów typ IIb dla armii – kpt. Teofil Jaroszewski
- pluton mostowy 4 tonowy nr 47
- Szefostwo Fortyfikacji Typ II „Poznań”
- Dowództwo Grupy Fortyfikacyjnej Nr 71
- rezerwowa kompania saperów nr 171
- rezerwowa kompania saperów nr 172
- rezerwowa kompania saperów nr 173
- rezerwowa kompania saperów nr 174 – kpt. rez. Michał Lorkiewicz
- rezerwowa kompania saperów nr 175
- pluton parkowy saperów nr 71
- pluton parkowy saperów nr 72
- lekka kolumna pontonowa typ I nr 171
- lekka kolumna pontonowa typ II nr 172

Latem 1939 z tabel mobilizacyjnych baonu wykreślono cztery plutony miotaczy ognia (nr (71-74).

## Kadra 7 psap / 7 bsap
Dowódcy pułku i batalionu
- płk Mieczysław Laudowicz
- kpt. inż. Roman Szymański
- kpt. Marceli Rewieński
- kpt. inż. Jan Sulerzycki
- mjr Roman Rygiel
- mjr Jan Wańtuch
- mjr Otton Gloeh
- płk Artur Włodzimierz Górski (XI 1922 – I 1926[3])
- ppłk Wiktor Krajewski (p.o. II – VIII 1926)
- płk dypl. SG Aleksander Henryk Szychowski (3 IX 1926 – 27 IV 1929[4])
- ppłk dypl. dr Marian Jan Steifer (27 IV 1929 – I 1931)
- mjr Stanisław Perko (p.o. I – III 1931)
- ppłk Konstanty Zdzisław Skąpski (III 1931 – III 1935)
- p.o. mjr Wincenty Krzywiec (p.o. IV 1935)
- ppłk Arkadiusz Kazimierz Balcewicz (V 1935 – XI 1938)
- ppłk Marian Zarzycki (14 XI 1938 – 3 IX 1939)

Zastępcy dowódcy pułku i batalionu
- mjr sap. Otton Gloeh
- mjr sap. Jan I Wantuch (p.o. 1923)
- mjr / ppłk sap. Wiktor Krajewski (od II 1924[5])
- ppłk sap. Roman Bierówka (do IV 1928[6])
- mjr sap. Edward Nejberg (od IV 1928[6])
- mjr sap. Stanisław Perko (IX 1930 – III 1931)
- mjr sap. Zenon Lenczewski (VI 1933[7] – III 1934[8])
- mjr sap. Wincenty Krzywiec (od III 1934[8]
- mjr sap. Henryk Kosicki (1939)
- mjr sap. Roman Szymanowski (II z-ca d-cy/kwatermistrz – 1939)

### Obsada personalna w 1939 roku
Ostatnia organizacja pokojowa i obsada personalna batalionu
- dowódca batalionu – ppłk Zarzycki Marian
- I zastępca dowódcy batalionu – mjr Henryk Kosicki
- adiutant – por. Medard Lucjan Zawadzki
- oficer sztabowy ds. wyszkolenia – por. Leszek Bylina
- lekarz medycyny – kpt. dr Jerzy konstanty Saciuk
- II zastępca dowódcy (kwatermistrz) – mjr Roman Szymanowski
- oficer mobilizacyjny – kpt. Włodzimierz Kotecki
- zastępca oficera mobilizacyjnego – por. Edward Wincent Marzec †1940 Charków[11]
- oficer administracyjno-materiałowy – por. Cyryl Walenty Bórak
- oficer gospodarczy – kpt. int. Józef Kaźmierczak
- dowódca kompanii gospodarczej – por. Antoni Rydliński
- oficer żywnościowy – vacat

- komendant parku – kpt. Ludwik II Czarnecki
- zastępca komendanta – por. Urbański Mirosław Józef
- dowódca plutonu łączności – por. Wołosewicz Zbigniew
- dowódca plutonu przeciwgazowego – ppor. Bejnarowicz Tadeusz

- dowódca kompanii szkolnej – kpt. Karchesy Aleksander
- dowódca plutonu – ppor. Dobrucki Edmund
- dowódca plutonu – ppor. Fuch Karol Maksymiljan
- dowódca plutonu – ppor. Murczyński Władysław Józef
- dowódca plutonu – ppor. Pełz Witold Emanuel

- dowódca 1 kompanii – por. Zych Zdzisław Jerzy
- dowódca plutonu – ppor. Gębka Adam

- dowódca 2 kompanii – por. Urbański Stanisław Wacław
- dowódca plutonu – ppor. Hein Witold Franciszek Józef
- dowódca plutonu – ppor. Świerkowski Stanisław

- dowódca 3 kompanii – por. Eljasiński Stefan August
- dowódca plutonu – ppor. Trzeciak Leon Aleksander
- dowódca plutonu – ppor. Pyster Józef

- dowódca 4 kompanii – kpt. Matuszewski Rafał
- dowódca plutonu – ppor. rez. pdsc. Wojciechowski Wacław
- dowódca plutonu – chor. Szymański Jan

Oddelegowani na kurs:
- por. Bagieński Jerzy
- por. Rosadowski Wacław
- por. Timler Tadeusz Józef

### Żołnierze batalionu – ofiary zbrodni katyńskiej
Biogramy zamordowanych znajdują się na stronie internetowej Muzeum Katyńskiego
| Nazwisko i imię         | stopień              | zawód     | miejsce pracy przed mobilizacją | zamordowany |
| ----------------------- | -------------------- | --------- | ------------------------------- | ----------- |
| Paluszkiewicz Władysław | podporucznik rezerwy |           |                                 | Katyń       |
| Perzak Paweł            | podporucznik rezerwy | technik   |                                 | Katyń       |
| Kiełducki Eugeniusz     | porucznik rezerwy    |           | pracował w Wieluniu             | Charków     |
| Siebert Adam            | porucznik rezerwy    | mierniczy | Zarząd Miejski w Ostrowiu       | Charków     |

## Symbole pułku

### Sztandar
W niedzielę 10 czerwca 1923 roku, w koszarach na Wildzie, kierownik Ministerstwa Spraw Wojskowych, gen. dyw. Aleksander Osiński wręczył dowódcy pułku chorągiew ufundowaną przez Bractwo Strzeleckie w Poznaniu. Chorągiew wykonana została w warszawskiej firmie Wincentego Wabia-Wabińskiego według wzoru zatwierdzonego dekretem Prezydenta RP z 16 kwietnia 1923 roku. W 1939 roku sztandar prawdopodobnie spalono.
|  |  |

### Odznaka pamiątkowa
3 lutego 1926 roku Minister Spraw Wojskowych zatwierdził wzór odznaki pamiątkowej 7 psap, a 9 października 1928 roku nowy regulamin odznaki. Odznaka o wymiarach 44x44 mm ma kształt krzyża maltańskiego, srebrnego, emaliowanego na biało. W centrum krzyża umieszczony jest czarno-czerwony medalion z numerem „7” z otokiem niebiesko-czarnej emalii. Odznaka jednoczęściowa - oficerska bita w srebrze lub tombaku, emaliowana. Wykonawcą odznaki był Józef Pendowski z Poznania.